# LG 옵티머스

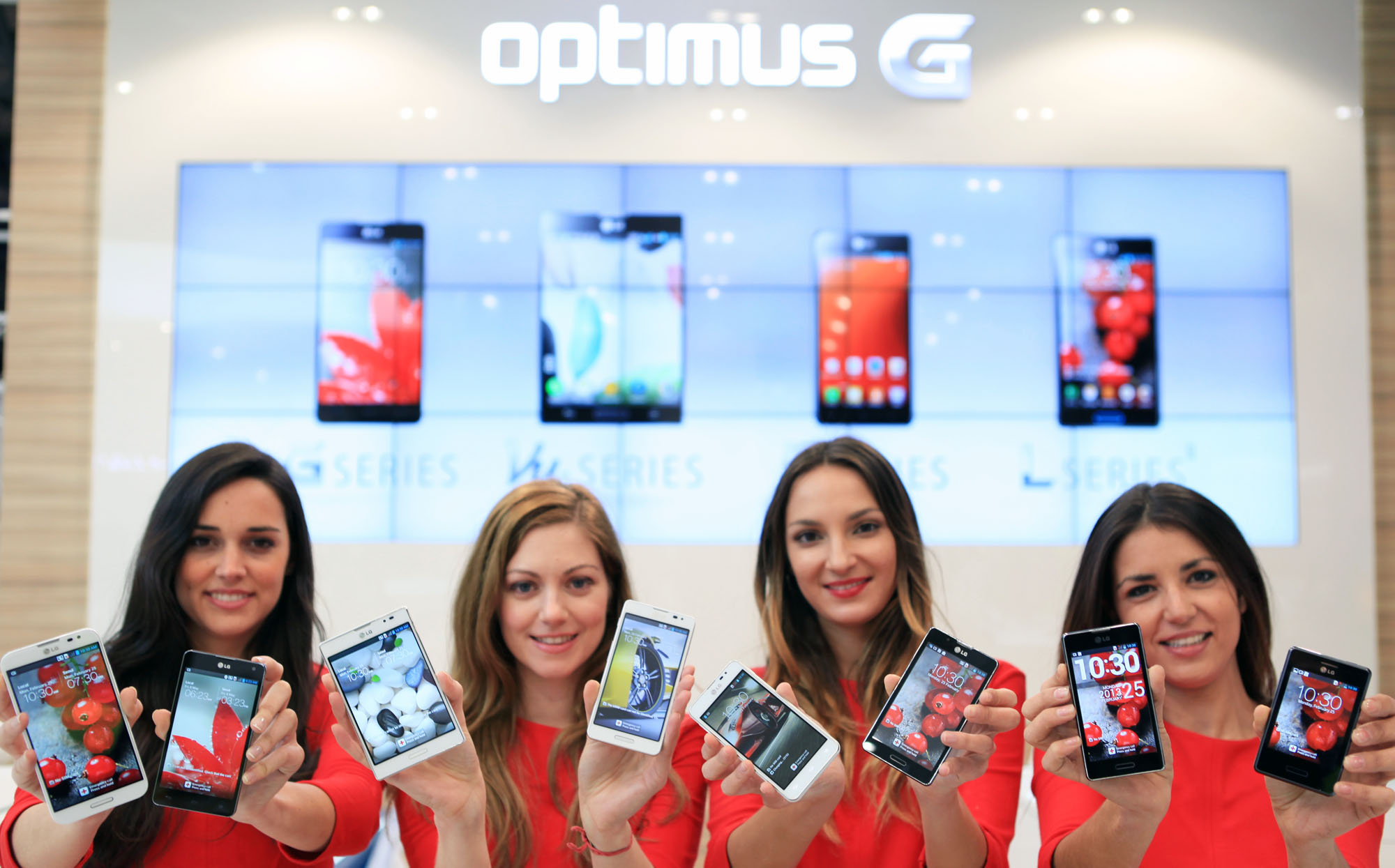
LG 옵티머스 (제품군) 스마트폰들 (2013년 바르셀로나에서 열린 모바일 월드 콩그레스에서)

LG 옵티머스는 LG전자가 제조했던 스마트폰과 태블릿 컴퓨터 제품군이다. 각 기기들은 안드로이드 또는 윈도우 폰 운영 체제로 구동된다. 2011년 2월부터 기존의 LG 싸이언을 폐지하는 대신 LG전자가 출시하는 스마트폰에 적용하기로 결정했다. 하지만 2013년 8월, LG전자는 LG G2를 시작으로 제품명에서 옵티머스 브랜드를 전부 빼기 시작했다. 옵티머스가 빠진 대신, LG전자 제품군 전면에 G 프로젝트를 앞세워 LG G 시리즈와 LG Vu 시리즈로 플래그쉽 라인업을 개편했다.보급형 제품군에는 옵티머스 브랜드를 유지하기로 했으나, 2014년 2월 16일에 LG L 시리즈 3세대가 제거하고 공개되면서 옵티머스 브랜드는 완전히 막을 내렸다. 2014년, LG L시리즈와 LG F시리즈로 보급형 라인업까지 완전히 개편을 했다. 2015년부터 LG G 시리즈, LG G Pro 시리즈, LG G Flex 시리즈로 구성했던 플래그쉽 라인업을 매년 상반기에 LG G 시리즈, 하반기에 LG V 시리즈를 출시하는 방향으로 개편했다. 보급형 제품군은 LG 밴드플레이, LG 클래스 등 특화 모델들을 주로 출시했다. 2016년, CES 2016에서 LG K 시리즈와 MWC 2016에서 LG X 시리즈로 보급형 라인업을 정리했다.

## 안드로이드 스마트폰
2011년부터 2014년까지 쓰였던 LG 옵티머스 브랜드가 적용된 제품군이다.
- 옵티머스
  - LG 옵티머스
  - LG 옵티머스 Q
  - LG 옵티머스 Z
  - LG C710 알로하
  - LG 레볼루션 LTE
  - LG 제네시스 클램쉘
  - LG 앨리  VS740
  - LG 옵티머스 프로
  - LG 옵티머스 4X HD

- 옵티머스 F
  - LG 옵티머스 F5
  - LG 옵티머스 F7
  - LG F70

- 옵티머스 원
  - LG 옵티머스 원
  - LG 옵티머스 T
  - 옵티머스 S
  - 옵티머스 M
  - 옵티머스 U
  - 옵티머스 V
  - 옵티머스 시크
  - 옵티머스 미
  - 옵티머스 챗
  - 볼텍스 VS660
  - 어펙스 QWERTY
  - 액시스 QWERTY
  - NTT도코모 옵티머스 챗

- 옵티머스 넷 계열
  - AT&T 쓰라이브
  - AT&T 피닉스
  - 옵티머스 넷 -슬레이트
  - 옵티머스 링크- 슬레이트
  - 옵티머스 허브 -슬레이트
  - 옵티머스 슬라이더 - 슬라이드
  - 젤라토 NFC -
  - 인라이튼 VS700 -슬라이드
  - 옵티머스 2 -슬레이트
  - 옵티머스 M+
  - 옵티머스 엘리트

- 옵티머스 X
  - LG 옵티머스  2X
  - LG 옵티머스 X
  - LG 옵티머스 Q2
  - LG 옵티머스 EX

- 옵티머스 블랙
  - 옵티머스 브라이트 P970
  - LG 옵티머스 마하
  - LG옵티머스 블랙
  - 옵티머스 솔
  - T-모바일 마이터치
  - 옵티머스 빅
  - 마르퀴 LS855
  - 이스팀 MS910 LTE
  - LG 더블플레이
  - NTT도코모 L-07C

- 옵티머스 3D
  - LG 옵티머스 3D
  - LG 옵티머스 3D 맥스
  - AT&T 쓰릴 4G
  - SKT 옵티머스 3D cube
  - 옵티머스 3D max P720

- 옵티머스 LTE
  - LG 옵티머스 LTE
  - LG 옵티머스 LTE 2
  - LG 옵티머스 LTE 3
    - 옵티머스 4G
    - AT&T 니트로 HD
    - 버라이즌 스펙트럼 VS920
    - NTT도코모 L-04D

  - 옵티머스 LTE 태그 계열
    - 옵티머스 LTE 태그
    - 바이퍼 4G LTE
    - 커넥트 4G MS840
    - 루시드 4G
    - NTT도코모 옵티머스 IT L-05D
    - NTT도코모 옵티머스 라이프 L-03E

- 프라다 폰 3.0
  - 프라다 3.0
    - 프라다 폰 3.0 SU540/KU5400/LU5400
    - NTT도코모 L-02D

- 옵티머스 뷰 시리즈
  - LG 옵티머스 뷰
  - LG 옵티머스 뷰2
  - LG 뷰3[7]

- 옵티머스 L 시리즈
  - LG 옵티머스 L9
  - LG 옵티머스 L7
  - LG 옵티머스 L5
  - LG 옵티머스 L3

- 옵티머스 패드 계열
  - LG 옵티머스 패드
  - T 모바일 G슬레이트
  - NTT도코모 옵티머스 패드
  - 옵티머스 패드 LTE

- 옵티머스 G/LG G 시리즈
  - LG 옵티머스 G
  - LG 옵티머스 G 프로

## 윈도우 폰
- 옵티머스 7
  - 옵티머스 7Q(퀀텀)
  - LG 질 샌더 모바일

## 같이 보기
- LG 옵티머스 UI
- LG 뷰
- LG UX
- LG G 시리즈
- LG V 시리즈